# Balsas (ort)
Balsas är en ort i Brasilien.   Den ligger i kommunen Balsas och delstaten Maranhão, i den östra delen av landet, 900 kilometer norr om huvudstaden Brasília. Balsas ligger 254 meter över havet och antalet invånare är 68 056.
Terrängen runt Balsas är platt. Det finns inga andra samhällen i närheten.
Omgivningarna runt Balsas är huvudsakligen savann. Runt Balsas är det mycket glesbefolkat, med 5 invånare per kvadratkilometer.